# ジェームズ・バトラー (初代オーモンド公)

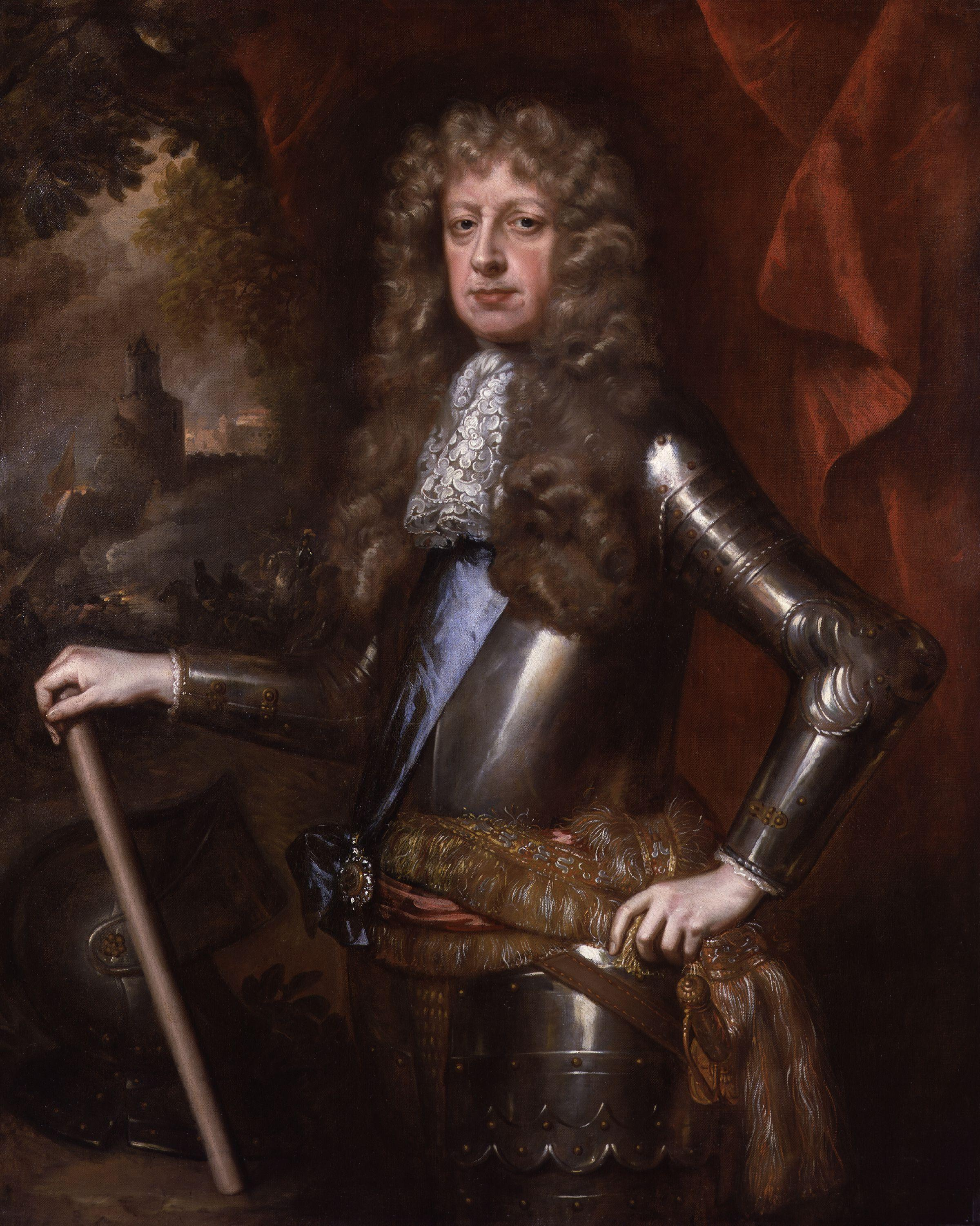
初代オーモンド公ジェームズ・バトラー

初代オーモンド公ジェームズ・バトラー（James Butler, 1st Duke of Ormonde, KG, PC, 1610年10月19日 - 1688年7月21日）は、イングランドのアングロ＝アイリッシュ系貴族、軍人。

## 生涯
1610年、第11代オーモンド伯ウォルター・バトラーの長男のサーレス子爵トマス・バトラーとエリザベス夫妻の長男として生まれた。カトリックの家柄だったが、1619年に父が急死して後見人となったイングランド・スコットランド王ジェームズ1世に引き取られプロテスタントに育てられた。ジェームズ1世の子チャールズ1世にも従い1632年に死去した祖父の爵位を継いで第12代オーモンド伯となり、翌1633年にアイルランドへ戻り、チャールズ1世の側近でアイルランド総督として赴任していたストラフォード伯爵トマス・ウェントワースに軍人として従い、1641年に発生したアイルランド同盟戦争の鎮圧にあたった。1642年、侯爵に陞爵。
清教徒革命（イングランド内戦）の最中の1643年にチャールズ1世からアイルランド総督に任命、反乱勢力が結成したアイルランド・カトリック同盟との交渉役に任命され休戦、1644年から和睦に向けた同盟との対話を開始したが、和睦内容に折り合いがつかず交渉が長引き、1646年3月28日にようやく和睦条約妥結に至った。しかしその後イングランド内戦が王党派の敗北となりチャールズ1世がスコットランドで投降した上、交渉から遠ざけられたカトリック聖職者と1645年11月からアイルランドに赴任したローマ教皇インノケンティウス10世の特使ジョヴァンニ・バッティスタ・リヌチーニが結びつき条約に反対した。チャールズ1世が後から派遣したグラモーガン伯エドワード・サマセットもオーモンド侯を出し抜き、カトリック寛容と引き換えに軍事援助の秘密条約を結ぼうと画策、失敗しオーモンド侯に逮捕される事件が発生、チャールズ1世は関与を否定したが同盟から不信を抱かれ、和睦決裂の危険が高まった。そしてリヌチーニが同盟内の反対派をけしかけオーウェン・ロー・オニールら軍人・聖職者を扇動、賛成派を弾圧して同盟を分裂させ条約も破棄したため、身の置き場所を失ったオーモンド侯は1647年7月にイングランドへ戻った。
1649年に和睦反対派が内部分裂で自滅すると改めて同盟と接触、1月17日に和睦条約が結び直された。30日にチャールズ1世が議会派に処刑されると再びアイルランドへ渡り王党派の軍を結集して議会派との戦いに向かったが、8月2日のラスマインズの戦いでマイケル・ジョーンズ率いる議会派に敗北し脱走兵が続出して弱体化してしまい、15日にオリバー・クロムウェル率いる本隊がアイルランドに到着、9月11日のドロヘダ攻城戦でアーサー・アーストン率いる別部隊を壊滅させられた。以後のアイルランド侵略も無力でなすすべも無く見守るだけに終始、1650年に観念してフランスへ亡命した。大陸で亡命中のチャールズ王太子（後のチャールズ2世）ら王党派と合流してからは外交面で活動、1656年にスペインと亡命政権の同盟を締結、1659年にフランスとの交渉も行ったが、交渉相手のフランス宰相マザランに拒否され、スペインとの同盟も復帰の役に立たなかった。
1660年の王政復古で王太子と共にイングランドへ帰国、翌1661年にチャールズ2世から公爵位を授けられた（この爵位はアイルランド貴族としての称号だが、1682年にイングランド貴族としても認められた）。当初はクラレンドン伯爵エドワード・ハイド、サウサンプトン伯爵トマス・リズリーらと共に枢密院に加わっていたが、1662年にはアイルランド総督に復帰、戦乱で減少した人口の回復と宗教寛容を主とした穏健な政治に取り組み、ダブリンの街並み改造やフランスからのユグノー（プロテスタント）亡命者受け入れを奨励した。1685年にイングランドへ召還され後任の総督はクラレンドン伯爵ヘンリー・ハイド、軍司令官はティアコネル伯リチャード・タルボットが任命されたが、実権を握ったティアコネル伯はオーモンド公の宗教寛容を一変させてカトリック勢力増徴を推進していった。
同年にチャールズ2世が亡くなり弟のジェームズ2世が即位するとカトリック寛容政策に反対したが、1688年7月21日に77歳で死去。息子のトマスに先立たれていたため孫のジェームズが第2代オーモンド公となったが、11月に起こった名誉革命でイングランドから追放されたジェームズ2世は復帰を目論みティアコネル伯と共にアイルランドへ移り、アイルランドは再び戦乱に巻き込まれていった（ウィリアマイト戦争）。

## 子女
妻エリザベス・プレストンとの間に7人の子を儲けた。
1. トマス（1632年）
2. トマス（1634年 - 1680年） - オソリー伯、第2代オーモンド公ジェームズ・バトラーと第3代オーモンド公チャールズ・バトラー兄弟の父
3. ジェームズ（1636年 - 1645年）
4. リチャード（1639年 - 1686年） - アラン伯
5. エリザベス（1640年 - 1665年） - チェスターフィールド伯フィリップ・スタンホープと結婚
6. ジョン（1643年 - 1677年） - ゴーラン伯
7. メアリー（1646年 - 1710年） - デヴォンシャー公ウィリアム・キャヴェンディッシュと結婚